# Richard Dawkins
Clinton Richard Dawkins (sinh 26 tháng 3 năm 1941) là một nhà tập tính học và sinh học tiến hóa người Anh. Ông là nghiên cứu sinh danh dự của trường New College, Oxford, và là giáo sư ngành Nhận thức chung về khoa học tại đại học Oxford từ năm 1995 sẽ đến năm 2008.
Ông trở nên nổi tiếng với cuốn sách năm 1976 The Selfish Gene (Gen vị kỷ), trong đó phổ biến quan điểm tiến hóa với gen là trung tâm tiến hóa và giới thiệu thuật ngữ meme. Năm 1982, ông đã đưa vào ngành sinh học tiến hóa một khái niệm mang tầm ảnh hưởng được giới thiệu trong cuốn sách The Extended Phenotype (Kiểu hình gen mở rộng), với nội dung rằng hiệu ứng kiểu hình gen không nhất thiết giới hạn trên một vật thể sống, mà có thể mở rộng sang môi trường, bao gồm những vật thể sống khác nhau.
Dawkins là người vô thần và là người theo chủ nghĩa nhân văn, là phó chủ tịch của Hiệp hội Nhân văn Anh và là người ủng hộ phong trào Brights. Ông còn được biết đến với những tranh cãi về sáng tạo luận và thiết kế thông minh. Trong cuốn sách năm 1986 The Blind Watchmaker (Người chế tạo đồng hồ mù), ông lý luận chống lại những tranh cãi về sự tồn tại của Chúa dựa trên sự phức tạp của những cơ thể sống. Ông đã khám phá ra phương cách thiên nhiên tạo ra dáng vẻ của sự thiết kế – ngay cả những thiết kế chi li và phức tạp mà không cần đến sự can thiệp của đấng tạo hóa. Ông mô tả quá trình tiến hóa tương tự như một người chế tạo đồng hồ mù. Từ đó ông viết một số sách khoa học phổ biến, thường xuyên xuất hiện trên chương trình truyền hình và đài phát thanh, chủ yếu là thảo luận về các chủ đề này. Ông đã được đề cập trong các phương tiện truyền thông với biệt hiệu "Con chó Rottweiler của Darwin", tên gọi này có liên quan đến nhà sinh vật học người Anh Thomas Henry Huxley, người được biết đến với biệt hiệu "Con chó Bull của Darwin" vì sự ủng hộ tích cực các thuyết tiến hóa của Charles Darwin. Trong cuốn sách The God Delusion (Ảo tưởng về Thượng đế) phát hành năm 2006, Dawkins tranh luận rằng một nhà sáng tạo siêu nhiên gần như chắc chắn không tồn tại và niềm tin tôn giáo là một ảo tưởng – một niềm tin sai lầm được chỉnh sửa. Vào tháng 1 năm 2010, phiên bản tiếng Anh đã được bán trên hai triệu bản và được dịch sang 31 ngôn ngữ, trở thành cuốn sách phổ biến nhất của ông đến nay.

## Tiểu sử
Dawkins sinh ở Nairobi, Kenya. Cha của ông, Clinton John Dawkins (1915 – 2010), là một công chức nông nghiệp phục vụ trong cơ quan chính quyền thuộc địa Anh, ở Nyasaland (nay là Malawi). Dawkins có một cô em gái. Cha của ông được huy động vào King's African Rifles trong thế chiến II trở về Anh năm 1949, lúc Dawkins 8 tuổi. Cha ông thừa kế Over Norton Park, và ông chuyển nó từ một bất động sản thôn quê thành một nông trang thương mại. Cả cha và mẹ ông đều ưa thích khoa học tự nhiên; họ trả lời các câu hỏi của Dawkin về các vấn đề khoa học.
Ông là người tích cực tham gia phản đối Chiến tranh Việt Nam.

## Tác phẩm

### Tác phẩm tiêu biểu
- The Selfish Gene. Oxford: Oxford University Press. 1976. ISBN 0-19-286092-5.
- The Extended Phenotype. Oxford: Oxford University Press. 1982. ISBN 0-19-288051-9.
- The Blind Watchmaker. New York: W. W. Norton & Company. 1986. ISBN 0-393-31570-3.
- River Out of Eden. New York: Basic Books. 1995. ISBN 0-465-06990-8.
- Climbing Mount Improbable. New York: W. W. Norton & Company. 1996. ISBN 0-393-31682-3.
- Unweaving the Rainbow. Boston: Houghton Mifflin. 1998. ISBN 0-618-05673-4.
- A Devil's Chaplain. Boston: Houghton Mifflin. 2003. ISBN 0-618-33540-4.
- The Ancestor's Tale. Boston: Houghton Mifflin. 2004. ISBN 0-618-00583-8.
- The God Delusion. Boston: Houghton Mifflin. 2006. ISBN 0-618-68000-4.
- The Greatest Show on Earth: The Evidence for Evolution. Free Press (United States), Transworld (company) (United Kingdom and Commonwealth of Nations. 2009. ISBN 0-593-06173-X. {{Chú thích sách}}: Đã bỏ qua văn bản “Commonwealth)” (trợ giúp)

### Phim tài liệu
- Nice Guys Finish First (1987)
- The Blind Watchmaker (1987)[20]
- Growing Up in the Universe (1991)
- Break the Science Barrier (1996)
- The Root of All Evil? (2006)
- The Enemies of Reason (2007)
- The Genius of Charles Darwin (2008)
- Faith School Menace (2010)